# Мукополисахаридоза тип I S
Мукополисахаридозе тип IS (скраћено MPS тип IS) позната као Scheie синдром лакши је облик мукополисахаридозе тип I болести из група наследних поремећаја узрокованих недостатком специфичних лизозомских ензима укључених у деградацију гликозаминогликанa (скраћено GAGs ) или мукополисахарида. Акумулација делимично деградираних продуката ГАГ-а изазива сметње у ћелији, ткиву и нарушава функције појединих органа.
Недостатак алфа-Л-идуронидазе може довести до широког спектра фенотипског ангажовања са 3 главна призната клиничка субјекта: Хурлеров синдром (MПС тип IH; 607014), Hurler-Scheie синдром (МПС IH/S; 607015), и Scheie синдром (MPS тип IS). Хурлеров и Scheie синдром представљају фенотипове МПС тип I синдрома на тежем (МПС IHS) и лакшем (MPS тип IS) крају клиничког спектра, а Hurler-Scheie синдром је интермедијерни облик у фенотипској експресији.

## Историја
Најтежи облик мукополисахаридозе тип I, који укључује замагљивање рожњаче, абнормалности скелета и менталну ретардацију, добио је назив Хурлеров синдром по немачкој педријатрици Гертруди Хурлер, која је прва описала поремећај 1919. године.
Године 1962, амерички лекар Harold Glendon Scheie (1909–1990), идентификово је блажу варијанту Хурлеровог синдрома, МПС тип IS која је по њему названа Scheie синдром.
McKusick, V. A. и сар. (1972) предложили су да се Хурлеров синдром назове — мукополисахаридоза тип I H (скраћено МПС тип I H) а Scheie синдром — мукополисахаридоза тип I S (скраћено МПС тип I S).
Године 1985. Рубичек и сар. приказали су пет пацијената са недостатком алфа-Л-идуронидазе и фенотипом који је атипичан за Хурлеров синдром и Scheie синдром. Међу разним могућим објашњењима за овај фенотип, они су прихватили тумачење која се заснива на постојању генетичких варијанти за неке од случајева, које су узроковане различитим мутацијама.

## Епидемиологија
Преваленца синдрома се процењује на 1 случај на 500.000.

## Етиологија
MPS тип IS је узрокован мутацијама у IDUA гену (4p16.3) што доводи до парцијалног недостатка ензима алфа-Л-идуронидазе и лизозомске акумулације дерматан сулфата и хепаран сулфата.

## Клиничка слика
Симптоми се најчешће јављају после 5 година, али су тако благи да се дијагноза често не узима у обзир све до 10 године или одрасле доби.
- Пацијенти су скоро нормалне висине и не показују интелектуални недостатак.
- Замућење рожњаче се одвија прогресивно и дифузно, обично после четврте године живота.
- Глауком је чешћи него код Хурлеровог синдрома
- Пацијенти су благо измењеног изглда лица, укључујући и велика уста са дебелим уснама.
- Често је присутна ринореја и неуросензуални губитак слуха,
- Зглобови су крути (због контрактура), и прате их благе промене скелета и синдром карпалног тунела.

У тежим облицима може се јавити
- болест аортног залистка,
- компресија цервикалне кичмене мождине, изазвана инфилтрацијом гликозаминогликана у дури, што може довести до спастичне паресије, ако се не поправи неурохируршким интервенцијама.[11]

## Дијагноза
Рана дијагноза је тешка због првих неспецифичних клиничких симптома, али је од суштинског значаја за хитно иницирање третмана.
Дијагноза се заснива на детекцији повећаног излучивања у мокраћи хепаран сулфата и дерматан сулфата и генетским тестовима. Тестирање са заснива на примени бојења метилен плавим и GAG електрофорези, и доказивању недостатка ензима у леукоцитима и фибробластима.
Пошто је у мукополисахаридози тип I S нападнута већина органа који су код деце у фази формирања, важно је пратити све потенцијалне компликације, најмање једном годишње након потврде дијагнозе. Ови прегледи треба да укључују неуролошку процену и процену функција очију, слуха, срца, плућа, скелета и зуба. Понекад су потребни рендгенски снимци или друге додатне дијагностичке методе за извођење ових контролних испитивања.

## Пренатална дијагноза
Пренатална дијагноза мукополисахаридоза тип I S, данас је могућа уз помоћу амниоцентезе и узорковања слоја ткива у ембриону (биопсијом хорионских ресица). Дијагноза мора бити потврђена пре 11 недеља гестације.

## Диференцијална дијагноза
Диференцијално дијагностички треба имати у виду следеће болести:
- Хантеров синдром (Мукополисахаридозу тип II)
- Санфилипов синдром (Мукополисахаридозу тип III)
- Morquio синдром (Мукополисахаридозу тип IV)
- Maroteaux-Lamy синдром (Мукополисахаридозу тип VI)
- Sly синдром (Мукополисахаридозу тип VII).[12]

## Терапија
Третман се мора заснивати на ангажовању мултидисциплинарнног тима специјалиста, укључујући и физиотерапеута за одржавање обима покрета. Са терапијом треба почети што пре јер рани третман успорава прогресију болести.
Ензимска заменска терапија заснива се на примени ларонидаза, који је одобрена за употребу 2003. године од стране европског комитета за лекове као као лек за лечење деце. Примењује се под Под контролом у недељним инфузијама у циљу побољшавања плућних функцији и покретљивости зглобова.
Ензимску заменску терапија треба започети чим се дијагноза постави и генерално је ефикасна за пацијенте који чекају на трансплантацију хематопоетских матичних ћелија.